# Estilpnomelana
L'estilpnomelana és un mineral de la classe dels silicats, que pertany i dona nom al grup de l'estilpnomelana. Va rebre el nom l'any 1827 per Ernst Friedrich Glocke, del grec στιλπνοζ "stilpnos" ("brillant"), i μελανοζ "melanos" ("negre"), al·ludint a la seva aparença.

## Característiques
L'estilpnomelana és un silicat de fórmula química (K,Ca,Na)(Fe2+,Mg,Al,Fe3+)₈(Si,Al)₁₂(O,OH)36·nH₂O. Cristal·litza en el sistema triclínic. La seva duresa a l'escala de Mohs es troba entre 3 i 4. És una espècie isostructural amb la calcodita, la franklinphilita i la parsettensita. Visualment es pot confondre amb la biotita i amb altres miques marronoses, com també amb la clorita fosca.
Segons la classificació de Nickel-Strunz, l'estilpnomelana pertany a «09.EG - Fil·losilicats amb xarxes dobles amb 6-enllaços més grans» juntament amb els següents minerals: cymrita, naujakasita, manganonaujakasita, dmisteinbergita, kampfita, strätlingita, vertumnita, eggletonita, ganofil·lita, tamaïta, coombsita, zussmanita, franklinfil·lita, lennilenapeïta, parsettensita, latiumita, tuscanita, jagoïta, wickenburgita, hyttsjoïta, armbrusterita, britvinita i bannisterita.

## Formació i jaciments
Va ser descoberta a Horní Údolí, dins la regió d'Olomouc, a Moràvia, República Txeca. Es tracta d'una espècie mineral que, tot i no ser molt abundant, està àmpliament distribuïda per tot el planeta.